# Pădurea Bogata (sit SPA)
Pădurea Bogata este o zonă protejată (arie de protecție specială avifaunistică - SPA) situată în centrul țării, în partea estică a Transilvaniei, pe teritoriul județului Brașov.

## Localizare
Aria naturală se află în nord-estul județului Brașov, pe teritoriul administrativ al comunelor Apața, Crizbav, Hoghiz și Măieruș și este traversată de drumul național DN13, care leagă municipiul Brașov de Sighișoara.

## Descriere
Aria naturală întinsă pe o suprafață de 6.340 hectare, a fost declarată Arie de Protecție Specială Avifaunistică prin Hotărârea  de Guvern nr. 1284 din 24 octombrie 2007 (privind declararea ariilor de protecție specială avifaunistică ca parte integrantă a rețelei ecologice europene Natura 2000 în România) și include rezervațiile naturale Cheile Dopca și Pădurea Bogății.
Aria protejată (străbătută de Valea Bogății și râul Măieruș) este încadrată în bioregiunea geografică alpină și continentală corespunzătoare părții centrale a munților Perșani și reprezintă o zonă naturală (râuri, mlaștini, turbării, pășuni, păduri de foioase, păduri în tranziție) ce asigură condiții de hrană, cuibărit și viețuire pentru mai multe specii de păsări migratoare, de pasaj sau sedentare (unele protejate prin lege).

## Avifaună
La baza desemnării sitului se află mai multe specii avifaunistice (de migrație și pasaj) enumerate în anexa I-a a Directivei Consiliului European 147/CE din 30 noiembrie 2009 (privind conservarea păsărilor sălbatice).

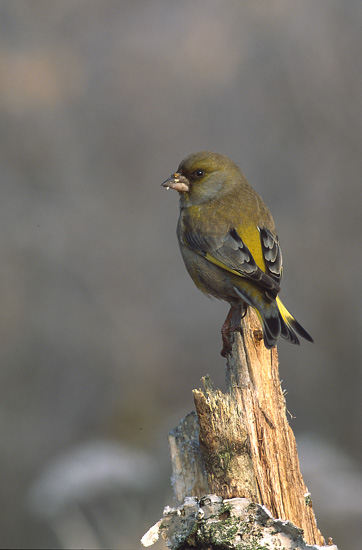
Florinte (Carduelis chloris)

Specii de păsări protejate semnalate în arealul sitului: uliu-păsărar (Accipiter nisus), lăcarul de rogoz (Acrocephalus schoenobaenus), minuniță (Aegolius funereus), ciocârlie-de-câmp (Alauda arvensis), fâsă de luncă (Anthus pratensis), fâsă de munte (Anthus spinoletta), fâsă de pădure (Anthus trivialis), acvilă-țipătoare-mică (Aquila pomarina),  
ciuf-de-pădure (Asio otus), bufniță (Bubo bubo), ieruncă (Tetrastes bonasia), caprimulg (Caprimulgus europaeus), cânepar (Carduelis cannabina), sticlete (Carduelis carduelis), florinte (Carduelis chloris), scatiu (Carduelis spinus), barză neagră (Ciconia nigra), șerpar (Circaetus gallicus), erete-vânăt (Circus cyaneus), erete-cenușiu (Circus pygargus), porumbel gulerat (Columba palumbus),  porumbel de scorbură (Columba oenas), cristei-de-câmp (Crex crex), cuc (Cuculus canorus), ciocănitoarea de grădină (Dendrocopos syriacus), ciocănitoare cu spate alb (Dendrocopos leucotos), ciocănitoare neagră (Dryocopus martius), presură bărboasă (Emberiza cirlus), presură de stuf (Emberiza schoeniclus), măcăleandru (Erithacus rubecula),  șoim-de-iarnă (Falco columbarius), vânturel roșu (Falco tinnunculus),  șoimul rândunelelor (Falco subbuteo), muscar (Ficedula parva), muscar-gulerat (Ficedula albicollis), muscar negru (Ficedula hypoleuca), cinteză (Fringilla coelebs), acvilă-porumbacă-mică (Hieraaetus pennatus), capîntorsul (Jynx torquilla), sfrâncioc roșiatic (Lanius collurio), sfrâncioc mare (Lanius excubitor), grelușelul-de-tufiș (Locustella fluviatilis), forfecuță gălbuie (Loxia curvirostra), ciocârlie-de-pădure (Lullula arborea), filomelă (Luscinia luscinia), privighetoare (Luscinia megarhynchos), presură sură (Miliaria calandra), gaia neagră (Milvus migrans), codobatura albă (Motacilla alba), codobatura galbenă (Motacilla flava), codobatură-de-munte (Motacilla cinerea),  
grangur (Oriolus oriolus), ciuf-pitic (Otus scops), viespar (Pernis apivorus), codroș de munte (Phoenicurus ochruros), pitulice de munte (Phylloscopus collybita), pitulice sfârâitoare (Phylloscopus sibilatrix), pitulice-fluierătoare (Phylloscopus trochilus), ciocănitoarea verzuie (Picus canus), corcodel-urechiat (Podiceps auritus), cristeț pestriț (Porzana porzana), brumăriță de pădure (Prunella modularis), mugurar (Pyrrhula pyrrhula), aușel sprâncenat (Regulus ignicapillus), turturică (Streptopelia turtur), silvia cu cap negru (Sylvia atricapilla), silvia de câmpie (Sylvia communis),  silvia de zăvoi (Sylvia borin) sau mierlă (Turdus merula).

## Căi de acces
- Drumul național DN1 pe ruta: București - Ploiești - Sinaia - Predeal - Brașov - DN13 - Feldioara - Măieruș.

## Monumente și atracții turistice
În vecinătatea sitului se află câteva obiective de interes istoric, cultural și turistic; astfel:

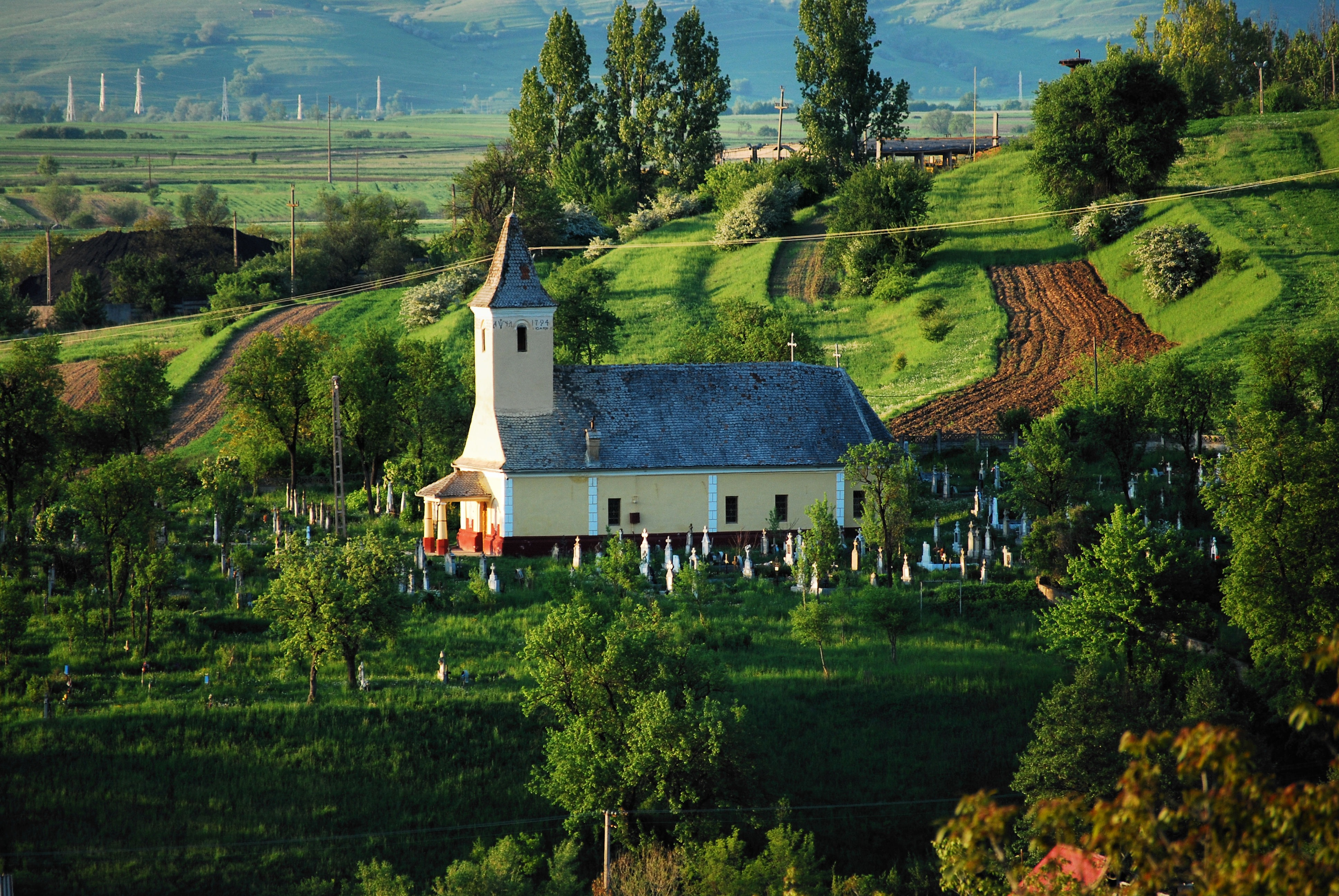
Biserica "Cuvioasa Paraschiva" din Cuciulata

- Ansamblul bisericii evanghelice din Apața (biserica evanghelică, turnul-clopotniță și casa parohială evanghelică), construcție secolul al XVIII-lea, monument istoric.
- Biserica de lemn "Cuvioasa Paraschiva" din Cuciulata, construcție 1700 - 1752, monument istoric.
- Ansamblul bisericii reformate din Hoghiz, construcție 1749 (biserica reformată și turnul-clopotniță), monument istoric.
- Biserica "Cuvioasa Paraschiva" din Cuciulata, construcție 1784 - 1791, monument istoric.
- Ansamblul bisericii evanghelice fortificate din Măieruș  (biserica evanghelică și incintă fortificată), construcție sec. XV - XIX, monument istoric.
- Biserica "Adormirea Maicii Domnului" din Măieruș construcție secolul al XVIII-lea, monument istoric.
- Ansamblul castelului Haller din Hoghiz, construcție sec. XVI - XIX, monument istoric.
- Castelul Guthman - Valenta din Hoghiz, construcție 1553, sec. XVIII, monument istoric.
- Situl arheologic (punct "La Cetate") de la Crizbav (Ruinele cetății Heldenburg - sec. XII - XIII, Epoca medievală; Așezare hallstattiană - sec. XI - IX a. Chr., Hallstatt; Fortificație dacică - sec. V a. Chr.-I p. Chr., Latène).
- Situl arheologic (punct " Pleșița Pietroasă") de la Cuciulata (așezări atribuite perioadelor istorice a epocii bronzului, sec. III a. Chr.-I p. Chr., Latène).
- Situl arheologic (punct "La Cetate") de la Hoghiz (așezare romană/sec. II - III p. Chr., Epoca romană; castru roman/sec. II - III p. Chr., Epoca romană; așezare dacică/sec. II a. Chr.-I p. Chr., Latène)
- Rezervațiile naturale: Cheile Dopca, Cotul Turzunului, Microcanionul în bazalt de la Hoghiz, Peștera Bârlogul Ursului